# Eduard de Ignacio-Simó
Pour les articles homonymes, voir de Ignacio-Simó.
Eduard de Ignacio-Simó Abad est un joueur de hockey sur gazon espagnol évoluant au poste d'attaquant au CD Terrassa et avec l'équipe nationale espagnole,.

## Biographie
Eduard est né le 3 mars 2000 en Espagne.

## Carrière
Il a débuté en équipe première le 18 janvier 2022 à Cadix lors d'un match amical face aux Pays-Bas,.